# Mitteldithmarschen
Mitteldithmarschen é uma associação municipal da Alemanha, localizada no estado de Schleswig-Holstein, distrito de Dithmarschen. Sua sede é a cidade de Meldorf.
É constituído pelos seguintes municípios (população em 31/12/2006):
1. Albersdorf (3517)
2. Arkebek (246)
3. Bargenstedt (911)
4. Barlt (830)
5. Bunsoh (875)
6. Busenwurth (318)
7. Elpersbüttel (902)
8. Epenwöhrden (808)
9. Gudendorf (425)
10. Immenstedt (97)
11. Krumstedt (543)
12. Meldorf, cidade (7551)
13. Nindorf (1177)
14. Nordermeldorf (666)
15. Odderade (326)
16. Offenbüttel (294)
17. Osterrade (463)
18. Sarzbüttel (725)
19. Schafstedt (1364)
20. Schrum (77)
21. Tensbüttel-Röst (691)
22. Wennbüttel (84)
23. Windbergen (842)
24. Wolmersdorf (332)